# Couvent de Montmirail
Le couvent de Montmirail est un établissement dont les premières traces remontent au XIe siècle.

## Création
Gaucher et Élisabeth de Montmirail fondèrent en 1126 un couvent sur le mons Hélianus, aujourd'hui Monthéléan, en l'honneur de leur fille Hélie. Josselin de Vierzy, évêque de Soissons y a envoyé douze religieux de l'abbaye de Coincy. L'évêque Anscoul de Pierrefonds ratifie la donation en 1158 et le pape Alexandre III le 7 février 1165 par la bulle de Tusurlum. Pour son quotidien, le couvent avait une garenne, une vigne, une tuilerie, un pressoir et des dîmes.
Le couvent fut saccagé en 1420, 1429, par des troupes puis décimé par la peste en 1516. En 1762, il est réuni avec le prieuré saint-Julien de Sézanne, puis à celui de prieuré Saint-Martin-des-Champs de Paris en 1773. Avec le temps et la distance, les bâtiments tombèrent en ruine et furent réduits au fur et à mesure.

## Enseignement
Biens nationaux sous la Révolution, les bâtiments furent vendus à un avocat parisien, Profit Dumenil, pour la somme de 76 100 livres. Bénigne-Augustine Le Tellier de Louvois, duchesse de Doudeauville et dame de Montmirail, épouse d'Ambroise-Polycarpe de La Rochefoucauld, n'avait pas émigré et en 1796 décidait de fonder un hospice et une école pour jeunes filles. Elle avait perdu sa fille Françoise (mariée avec Pierre Chapt de Rastignac) et allait élever sa petite-fille Ernestine. Elle rachète la chapelle de Montléan et des dépendances pour y installer trois sœurs de la congrégation de Vincent de Paul. Les Dames de la Paix ouvrirent aussi les portes pour quelques filles de la noblesse ainsi que pour le catéchisme des gens du peuple. En 1819, avec le décès de l'abbé Legris-Duval, les dames se retirèrent et le père Pierre Roger prit la direction du pensionnat.
En 1822 la duchesse de Doudeauville fonde la congrégation des Dames de Nazareth et des bâtiments furent construits en 1824. En 1826, les pensionnaires qui étaient sous la protection de Charles X doivent se retirer et le père Roger, malade, se retirait en Suisse.
Les troubles de la Nation retentissaient sur la congrégation : en 1814, Larrey y établissait un hôpital, soignant les troupes en 1848 et 1870, de même en 1914. En 1904, les enseignements religieux interdits en France, les pensionnaires se replièrent en Belgique et le bâtiment fut rendu à la famille Rochefoucauld.

## Accueil de personnes âgées
En 1937, des sœurs venues de Paris retrouvent les locaux qui accueillent des sœurs âgées ; actuellement, le site a le statut d'EHPAD.

## Galerie de photographies

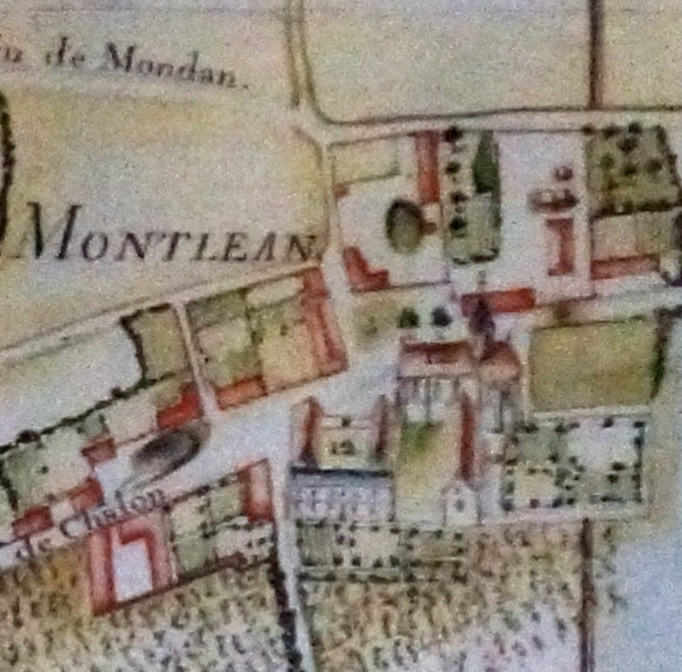
Prieuré et église.
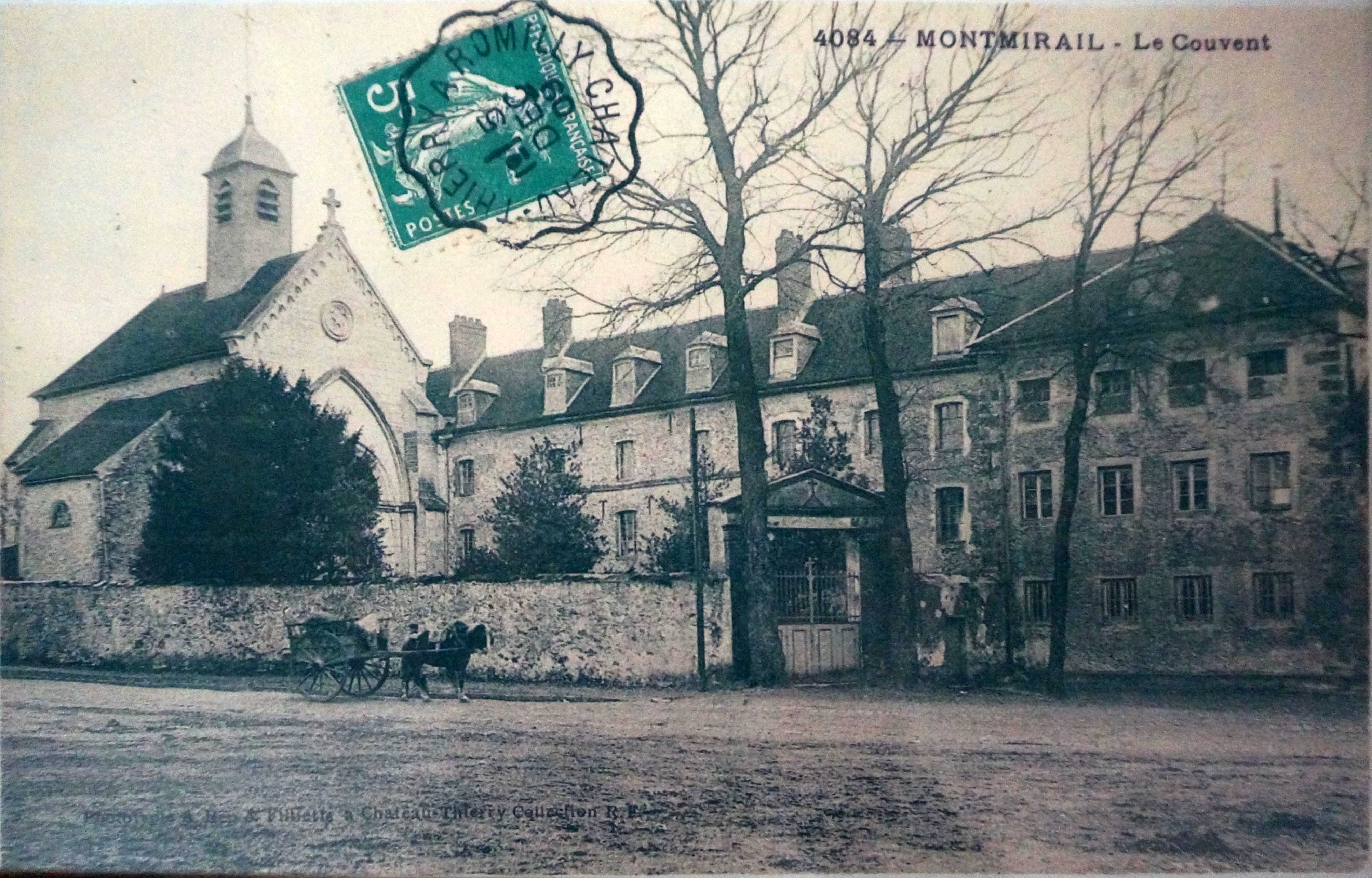
En 1909.
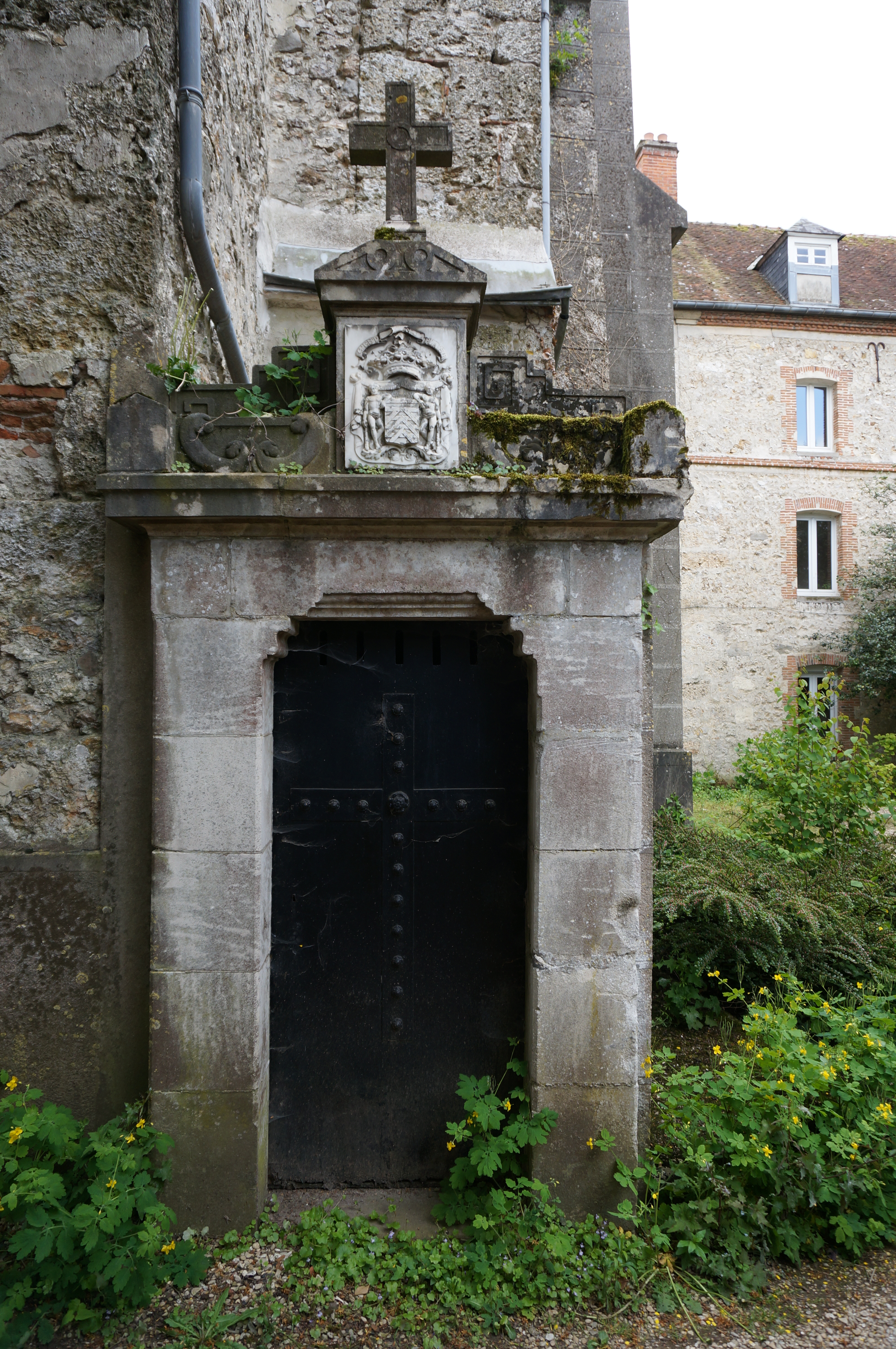
Caveau de la Rochefoucauld[2].
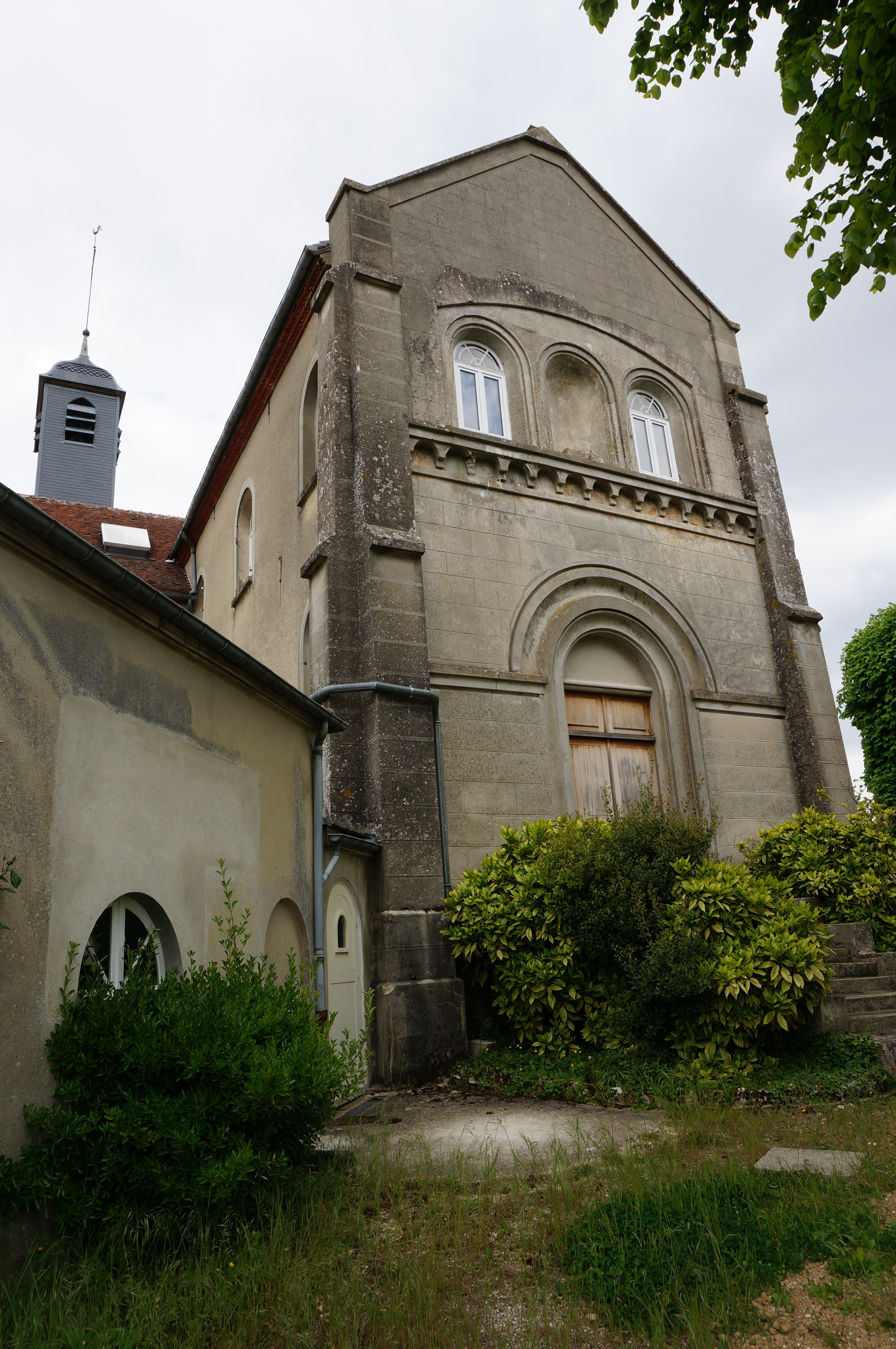
Entrée de la chapelle.
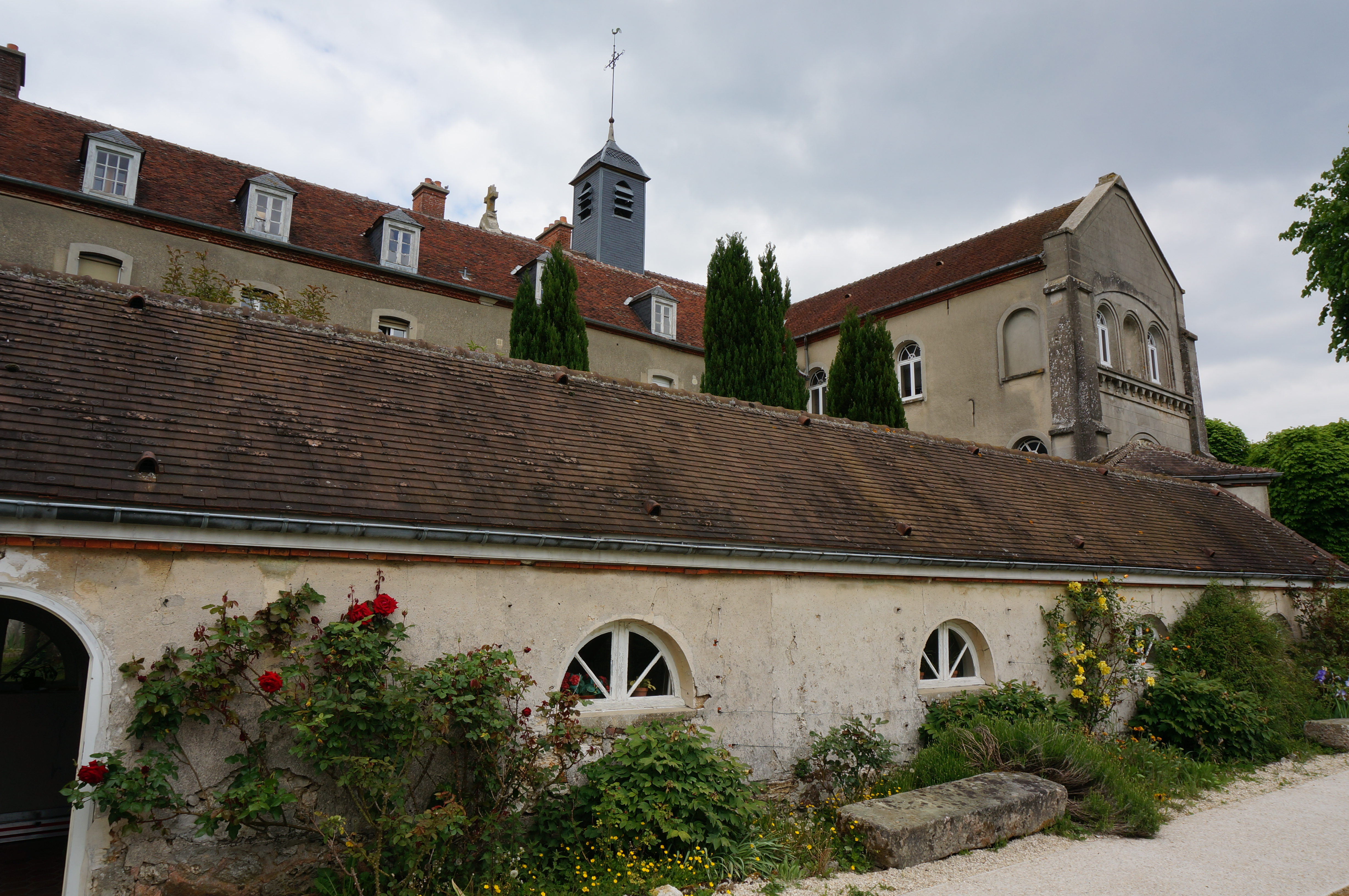
Galerie, cloître et bâtiments.